# Sisilia Nasiga
Sisilia Nasiga Rasokisoki (16 de diciembre de 1979) es una deportista fiyiana que compitió en judo. Ganó diez medallas en el Campeonato de Oceanía de Judo entre los años 1998 y 2012.

## Palmarés internacional
| Campeonato de Oceanía | Campeonato de Oceanía        | Campeonato de Oceanía | Campeonato de Oceanía |
| Año                   | Lugar                        | Medalla               | Categoría             |
| --------------------- | ---------------------------- | --------------------- | --------------------- |
| 1998                  | Apia (Samoa)                 | Medalla de oro        | –78 kg                |
| 2002                  | Wellington (Nueva Zelanda)   | Medalla de bronce     | –70 kg                |
| 2002                  | Wellington (Nueva Zelanda)   | Medalla de bronce     | Abierta               |
| 2003                  | Suva (Fiyi)                  | Medalla de oro        | –70 kg                |
| 2003                  | Suva (Fiyi)                  | Medalla de oro        | Abierta               |
| 2004                  | Numea (Francia)              | Medalla de oro        | –78 kg                |
| 2004                  | Numea (Francia)              | Medalla de oro        | Abierta               |
| 2008                  | Christchurch (Nueva Zelanda) | Medalla de oro        | –70 kg                |
| 2011                  | Papeete (Francia)            | Medalla de plata      | +78 kg                |
| 2012                  | Cairns (Australia)           | Medalla de oro        | –78 kg                |